# Aide de camp de l'empereur du Japon

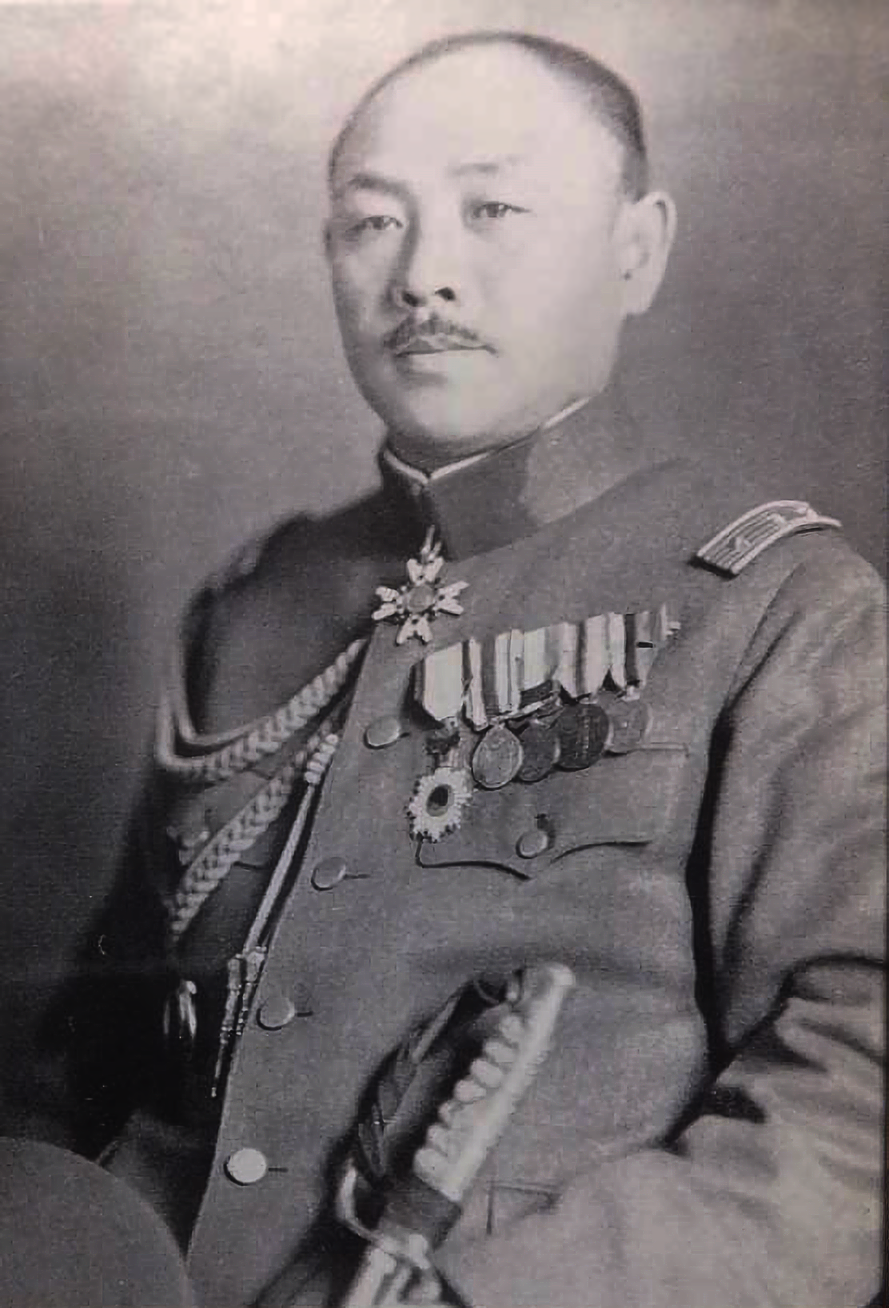
Korechika Anami, Aide-de-camp de l'emperor Hirohito en 1933.

Au Japon, l'aide de camp de l'empereur (侍従武官, jiju bukan) était un officier militaire spécial qui informait le souverain des affaires militaires et agissait ainsi comme un proche conseiller (chambellan). De 1896 à 1945, très peu d'officiers de l'armée et de la marine furent aides de camp de l'empereur en raison de son statut de dieu vivant et des risques qui pesaient sur lui en temps de guerre. 
Extrait du 113e décret impérial de 1896 (明治29年勅令第113号) :
« Les aides de camp de l'empereur doivent lui servir de contacts avec les questions militaires, être présents aux examens militaires [en son nom], et l'accompagner aux cérémonies officielles. »
Les premiers ministres Kantarō Suzuki (鈴木貫太郎) et Anami Korechika (阿南惟幾), ministres de l'Armée à la fin de la guerre, ont contribué à la déclaration de Potsdam en acceptant leurs responsabilités de grand chambellan et d'aide de camp de l'empereur en 1929.
De plus, pour le prince héritier, la famille impériale et la famille royale coréenne médiatisée (Oukouzoku (王公族), l'ancienne famille impériale coréenne), des aides de camp étaient aussi fournis. Les officiers militaires servant l'Oukouzoku devaient porter des aiguillettes en argent sur leurs uniformes.